# Motorrad-Weltmeisterschaft 1959
Die Motorrad-WM-Saison 1959 war die elfte in der Geschichte der FIM-Motorrad-Straßenweltmeisterschaft.
In den Klassen bis 500 cm³ und bis 125 cm³ wurden sieben, in den Klassen bis 350 cm³ und bis 250 cm³ sechs und bei den Gespannen fünf Rennen ausgetragen.

## Punkteverteilung
| Punktewertung | Punktewertung | Punktewertung | Punktewertung | Punktewertung | Punktewertung | Punktewertung |
| ------------- | ------------- | ------------- | ------------- | ------------- | ------------- | ------------- |
| Platz         | 1             | 2             | 3             | 4             | 5             | 6             |
| Punkte        | 8             | 6             | 4             | 3             | 2             | 1             |

- Die Zahl gewerteter Läufe wurde bei gerader Anzahl an ausgetragenen Rennen berechnet, indem man diese Anzahl halbierte und dann mit eins addierte. Bei sechs Rennen gingen also vier in die WM-Wertung ein.
- Wurde eine ungerade Zahl Rennen ausgetragen, wurde die Zahl der Läufe mit eins addiert und dann halbiert. Bei sieben Rennen gingen somit vier in die Wertung ein.
- Bei den Gespannen wurden die vier besten erzielten Resultate in die WM-Wertung genommen.

## Wissenswertes

### Todesfälle
- Der Italiener Adolfo Covi kam am 6. September 1959 beim 500-cm³-Rennen um den Großen Preis der Nationen in Monza bei einem Unfall in der Curva Vialone ums Leben.

## 500-cm³-Klasse

### Rennergebnisse
|   | Datum  | Rennen                 | Strecke           | Platz 1      | Platz 2       | Platz 3      | Schn. Rennrunde |
| - | ------ | ---------------------- | ----------------- | ------------ | ------------- | ------------ | --------------- |
| 1 | 17.05. | GP von Frankreich      | Clermont-Ferrand  | John Surtees | Remo Venturi  | Gary Hocking | John Surtees    |
| 2 | 06.06. | 41. Isle of Man TT     | Mountain Course   | John Surtees | Alastair King | Bob Brown    | John Surtees    |
| 3 | 14.06. | 23. GP von Deutschland | Hockenheim        | John Surtees | Remo Venturi  | Bob Brown    | John Surtees    |
| 4 | 27.06. | 29. Dutch TT           | Assen             | John Surtees | Bob Brown     | Remo Venturi | John Surtees    |
| 5 | 05.07. | 32. GP von Belgien     | Spa-Francorchamps | John Surtees | Gary Hocking  | Geoff Duke   | John Surtees    |
| 6 | 08.08. | 31. Ulster GP          | Dundrod           | John Surtees | Bob McIntyre  | Geoff Duke   | John Surtees    |
| 7 | 06.09. | 37. GP der Nationen    | Monza             | John Surtees | Remo Venturi  | Geoff Duke   | John Surtees    |

### Fahrerwertung
| 1 | John Surtees   | MV Agusta                | 32 (56) |
| 2 | Remo Venturi   | MV Agusta                | 22 (24) |
| 3 | Bob Brown      | Norton                   | 17 (22) |
| 4 | Geoff Duke     | Reynolds-Norton / Norton | 12      |
| 5 | Gary Hocking   | Norton                   | 10      |
| 6 | Bob McIntyre   | Norton                   | 8       |
| 7 | Alastair King  | Norton                   | 7       |
| 8 | Dickie Dale    | BMW                      | 6       |
| 9 | Terry Shepherd | Norton                   | 5       |

|    | Paddy Driver   | Norton    | 4 |
| 11 | Derek Powell   | Matchless | 3 |
|    | Ken Kavanagh   | Norton    | 3 |
| 13 | John Hempleman | Norton    | 3 |
| 14 | Jim Redman     | Norton    | 2 |
| 15 | Alois Huber    | BMW       | 1 |
|    | Ron Miles      | Norton    | 1 |
|    | Bob Anderson   | Norton    | 1 |

(Punkte in Klammern inklusive Streichresultate)

### Konstrukteurswertung
| 1 | MV Agusta | 32 (56) |
| 2 | Norton    | 34 (36) |
| 3 | BMW       | 7       |
| 4 | Matchless | 3       |

(Punkte in Klammern inklusive Streichresultate)

## 350-cm³-Klasse

### Rennergebnisse
|   | Datum  | Rennen                 | Strecke          | Platz 1      | Platz 2      | Platz 3           | Schn. Rennrunde |
| - | ------ | ---------------------- | ---------------- | ------------ | ------------ | ----------------- | --------------- |
| 1 | 17.05. | GP von Frankreich      | Clermont-Ferrand | John Surtees | Gary Hocking | John Hartle       | John Surtees    |
| 2 | 06.06. | 41. Isle of Man TT     | Mountain Course  | John Surtees | John Hartle  | Alastair King     | John Surtees    |
| 3 | 14.06. | 23. GP von Deutschland | Hockenheim       | John Surtees | Gary Hocking | Ernesto Brambilla | John Surtees    |
| 4 | 26.07. | GP von Schweden        | Kristianstad     | John Surtees | John Hartle  | Bob Brown         | John Surtees    |
| 5 | 08.08. | 31. Ulster GP          | Dundrod          | John Surtees | Bob Brown    | Geoff Duke        | John Hartle     |
| 6 | 06.09. | 37. GP der Nationen    | Monza            | John Surtees | Remo Venturi | Bob Brown         | John Surtees    |

### Fahrerwertung
| 1 | John Surtees   | MV Agusta                | 32 (48) |
| 2 | John Hartle    | MV Agusta                | 16      |
| 3 | Bob Brown      | Norton                   | 14      |
| 4 | Gary Hocking   | Norton                   | 12      |
| 5 | Geoff Duke     | Reynolds-Norton / Norton | 10      |
| 6 | Remo Venturi   | MV Agusta                | 6       |
| 7 | Dickie Dale    | A.J.S.                   | 6       |
| 8 | John Hempleman | Norton                   | 6       |
| 9 | Bob Anderson   | Norton                   | 5       |

| 10 | Alastair King     | Norton    | 4 |
|    | Ernesto Brambilla | MV Agusta | 4 |
| 12 | Paddy Driver      | Norton    | 4 |
| 13 | Mike Hailwood     | A.J.S.    | 2 |
|    | Tom Phillis       | Norton    | 2 |
| 15 | Jim Redman        | Norton    | 2 |
| 16 | Terry Shepherd    | Norton    | 1 |
|    | Dave Chadwick     | Norton    | 1 |
|    | Gilberto Milani   | Norton    | 1 |

(Punkte in Klammern inklusive Streichresultate)

### Konstrukteurswertung
| 1 | MV Agusta | 32 (48) |
| 2 | Norton    | 32 (30) |
| 3 | A.J.S.    | 6       |

(Punkte in Klammern inklusive Streichresultate)

## 250-cm³-Klasse

### Rennergebnisse
|   | Datum  | Rennen                 | Strecke       | Platz 1           | Platz 2         | Platz 3         | Schn. Rennrunde   |
| - | ------ | ---------------------- | ------------- | ----------------- | --------------- | --------------- | ----------------- |
| 1 | 03.06. | 41. Isle of Man TT     | Clypse Course | Tarquinio Provini | Carlo Ubbiali   | Dave Chadwick   | Tarquinio Provini |
| 2 | 14.06. | 23. GP von Deutschland | Hockenheim    | Carlo Ubbiali     | Emilio Mendogni | Horst Fügner    | Emilio Mendogni   |
| 3 | 27.06. | 29. Dutch TT           | Assen         | Tarquinio Provini | Carlo Ubbiali   | Derek Minter    | Carlo Ubbiali     |
| 4 | 26.07. | GP von Schweden        | Kristianstad  | Gary Hocking      | Carlo Ubbiali   | Geoff Duke      | Gary Hocking      |
| 5 | 08.08. | 31. Ulster GP          | Dundrod       | Gary Hocking      | Mike Hailwood   | Ernst Degner    | Gary Hocking      |
| 6 | 06.09. | 37. GP der Nationen    | Monza         | Carlo Ubbiali     | Ernst Degner    | Emilio Mendogni | Carlo Ubbiali     |

### Fahrerwertung
| 1 | Carlo Ubbiali     | MV Agusta        | 38 (34) |
| 2 | Gary Hocking      | MZ               | 16      |
| 3 | Tarquinio Provini | MV Agusta        | 16      |
| 4 | Ernst Degner      | MZ               | 14      |
| 5 | Mike Hailwood     | F.B Mondial / MZ | 13      |
| 6 | Emilio Mendogni   | Morini           | 10      |
| 7 | Derek Minter      | Morini           | 7       |
| 8 | Tommy Robb        | GMS / MZ         | 7       |
| 9 | Horst Fügner      | MZ               | 6       |

| 10 | Geoff Duke      | Benelli   | 5 |
| 11 | Dave Chadwick   | MV Agusta | 4 |
| 12 | Libero Liberati | Morini    | 3 |
| 13 | Horst Kassner   | NSU       | 3 |
|    | Phil Carter     | NSU       | 2 |
|    | Luigi Taveri    | MZ        | 2 |
| 16 | Rudi Thalhammer | NSU       | 1 |
|    | Dickie Dale     | Benelli   | 1 |
|    | Günter Beer     | Adler     | 1 |

(Punkte in Klammern inklusive Streichresultate)

### Konstrukteurswertung
| 1 | MV Agusta   | 32      |
| 2 | MZ          | 36 (28) |
| 3 | Morini      | 14      |
| 4 | F.B Mondial | 13      |
| 5 | GMS         | 6       |
| 6 | Benelli     | 5       |
| 7 | NSU         | 4       |
| 8 | Adler       | 1       |

(Punkte in Klammern inklusive Streichresultate)

## 125-cm³-Klasse

### Rennergebnisse
|   | Datum  | Rennen                 | Strecke           | Platz 1           | Platz 2           | Platz 3       | Schn. Rennrunde   |
| - | ------ | ---------------------- | ----------------- | ----------------- | ----------------- | ------------- | ----------------- |
| 1 | 03.06. | 41. Isle of Man TT     | Clypse Course     | Tarquinio Provini | Luigi Taveri      | Mike Hailwood | Luigi Taveri      |
| 2 | 14.06. | 23. GP von Deutschland | Hockenheim        | Carlo Ubbiali     | Tarquinio Provini | Mike Hailwood | Carlo Ubbiali     |
| 3 | 27.06. | 29. Dutch TT           | Assen             | Carlo Ubbiali     | Bruno Spaggiari   | Mike Hailwood | Carlo Ubbiali     |
| 4 | 05.07. | 32. GP von Belgien     | Spa-Francorchamps | Carlo Ubbiali     | Tarquinio Provini | Luigi Taveri  | Tarquinio Provini |
| 5 | 26.07. | GP von Schweden        | Kristianstad      | Tarquinio Provini | Carlo Ubbiali     | Werner Musiol | Carlo Ubbiali     |
| 6 | 08.08. | 31. Ulster GP          | Dundrod           | Mike Hailwood     | Gary Hocking      | Ernst Degner  | Mike Hailwood     |
| 7 | 06.09. | 37. GP der Nationen    | Monza             | Ernst Degner      | Carlo Ubbiali     | Luigi Taveri  | Carlo Ubbiali     |

### Fahrerwertung
| 1 | Carlo Ubbiali     | MV Agusta      | 30 (38) |
| 2 | Tarquinio Provini | MV Agusta      | 28 (30) |
| 3 | Mike Hailwood     | Ducati         | 30 (23) |
| 4 | Luigi Taveri      | MZ / Ducati    | 14      |
| 5 | Ernst Degner      | MZ             | 13      |
| 6 | Bruno Spaggiari   | Ducati         | 8       |
| 7 | Derek Minter      | MZ             | 8       |
| 8 | Ken Kavanagh      | Ducati         | 8       |
| 9 | Gary Hocking      | MZ / MV Agusta | 7       |

| 10 | Horst Fügner    | MZ                 | 6 |
| 11 | Werner Musiol   | MZ                 | 4 |
| 12 | Francesco Villa | Ducati             | 3 |
| 13 | Alberto Pagani  | Ducati / MV Agusta | 2 |
| 14 | Naomi Taniguchi | Honda              | 1 |
|    | Karl Kronmüller | Ducati             | 1 |
|    | Ulf Svensson    | Ducati             | 1 |
|    | Arthur Wheeler  | Ducati             | 1 |

(Punkte in Klammern inklusive Streichresultate)

### Konstrukteurswertung
| 1 | MV Agusta | 32 (46) |
| 2 | Ducati    | 38 (33) |
| 3 | MZ        | 32 (29) |
| 4 | Honda     | 1       |

(Punkte in Klammern inklusive Streichresultate)

## Gespanne (500 cm³)

### Rennergebnisse
|   | Datum  | Rennen                 | Strecke           | Platz 1                             | Platz 2                          | Platz 3                             | Schn. Rennrunde                     |
| - | ------ | ---------------------- | ----------------- | ----------------------------------- | -------------------------------- | ----------------------------------- | ----------------------------------- |
| 1 | 17.05. | GP von Frankreich      | Clermont-Ferrand  | Fritz Scheidegger / Horst Burkhardt | Walter Schneider / Hans Strauß   | Edgar Strub / Jo Siffert            | Fritz Scheidegger / Horst Burkhardt |
| 2 | 03.06. | 41. Isle of Man TT     | Clypse Course     | Walter Schneider / Hans Strauß      | Florian Camathias / Hilmar Cecco | Fritz Scheidegger / Horst Burkhardt | Walter Schneider / Hans Strauß      |
| 3 | 14.06. | 23. GP von Deutschland | Hockenheim        | Florian Camathias / Hilmar Cecco    | Walter Schneider / Hans Strauß   | Max Deubel / Horst Höhler           | Walter Schneider / Hans Strauß      |
| 4 | 27.06. | 29. Dutch TT           | Assen             | Florian Camathias / Hilmar Cecco    | Pip Harris / Ray Campbell        | Helmut Fath / Alfred Wohlgemuth     | Florian Camathias / Hilmar Cecco    |
| 5 | 05.07. | 32. GP von Belgien     | Spa-Francorchamps | Walter Schneider / Hans Strauß      | Jo Rogliardo / Marcel Godillot   | Fritz Scheidegger / Horst Burkhardt | Florian Camathias / Hilmar Cecco    |

### Fahrerwertung
| 1  | Walter Schneider  | Hans Strauß                                            | BMW     | 28 |
| 2  | Florian Camathias | Hilmar Cecco                                           | BMW     | 22 |
| 3  | Fritz Scheidegger | Horst Burkhardt                                        | BMW     | 18 |
| 4  | Edgar Strub       | Jo Siffert bzw. Mick Woollett bzw. Roland Föll         | BMW     | 12 |
| 5  | Helmut Fath       | Alfred Wohlgemuth                                      | BMW     | 10 |
| 6  | Jo Rogliardo      | Marcel Godillot                                        | BMW     | 8  |
| 7  | Pip Harris        | Ray Campbell                                           | BMW     | 6  |
| 8  | Max Deubel        | Horst Höhler                                           | BMW     | 4  |
| 9  | Loni Neußner      | Edwin Blauth bzw. Tony Partidge bzw. Manfred Großbaier | BMW     | 4  |
| 10 | Bill Boddice      | Bill Canning                                           | Norton  | 2  |
|    | Bill Beevers      | John Chisnell                                          | BMW     | 2  |
| 12 | Alwin Ritter      | Peter Joss                                             | BMW     | 1  |
|    | Owen Greenwood    | Terry Fairbrother                                      | Triumph | 1  |
|    | August Rohsiepe   | Arthur Gardyanczik                                     | BMW     | 1  |
|    | Joseph Duhem      | Roger Burtin                                           | BMW     | 1  |

(Punkte in Klammern inklusive Streichresultate)

### Konstrukteurswertung
| 1 | BMW     | 32 (40) |
| 2 | Norton  | 2       |
| 3 | Triumph | 1       |

(Punkte in Klammern inklusive Streichresultate)